# Tiên Hoa, Hưng Yên
Tiên Hoa là một xã thuộc tỉnh Hưng Yên, Việt Nam.

## Địa lý
Xã Tiên Hoa nằm ở trung tâm tỉnh Hưng Yên, có vị trí địa lý:
- Phía đông giáp xã Tiên Tiến.
- Phía tây giáp xã Tiên Lữ.
- Phía nam giáp xã Tống Trân và xã Ngự Thiên.
- Phía bắc xã Đoàn Đào và xã Hoàng Hoa Thám.

## Lịch sử
Ngày 16 tháng 6 năm 2025, Ủy ban Thường vụ Quốc hội ban hành Nghị quyết số 1666/NQ-UBTVQH15 về việc sắp xếp các đơn vị hành chính cấp xã của tỉnh Hưng Yên năm 2025. Theo đó, sắp xếp toàn bộ diện tích tự nhiên, quy mô dân số của các xã Lệ Xá, Trung Dũng và Cương Chính thành xã mới có tên gọi là xã Tiên Hoa.